# Stefanie Anhalt

Stefanie Anhalt im mobilen Studio, 3. April 2024

Stefanie Anhalt (* 14. März 1968 in Minden) ist eine deutsche Journalistin und Hörfunkmoderatorin.

## Leben und Wirken
Nach dem Abitur im Jahr 1987 ging sie für ein Jahr nach Dublin. Vor und nach ihrer Zeit im Ausland arbeitete sie als freie Mitarbeiterin für die Tageszeitung Mindener Tageblatt, bei der sie auch ihr Volontariat absolvierte. 
Nach dem Ende der Ausbildung arbeitete sie in Stuttgart in der Presseabteilung der Plattenfirma Intercord für den nationalen Bereich. Kurzzeitig war sie im Büro von Andreas „Bär“ Läsker, dem Manager von Die Fantastischen Vier, tätig. Von dort wechselte sie in die Presseabteilung des SI-Centrums Stuttgart. 
Seit 1995 arbeitet sie für den öffentlich-rechtlichen Rundfunk. Ihre erste Sendung hatte sie am 1. November 1995 mit der SDR-3-Popcorner von 5 bis 8. 
Seit 2000 moderiert sie die Sendestrecken ab 12 Uhr für SWR1 Baden-Württemberg. 2004 übernahm sie die Moderation für die SWR1 Hitparade Baden-Württemberg; von 2007 bis 2012 moderierte sie gemeinsam mit Matthias Holtmann, von 2013 bis 2020 mit Jochen Stöckle und seit dem Jahr 2021 mit Corvin Tondera-Klein.
Seit 2015 moderierte Anhalt samstags die Sendung Schmidts Samstag und seit Oktober 2020 regelmäßig die Nachfolgesendung Bloß kein Stress. Seit April 2020 ist sie als Moderatorin für den Musikklub Rock im Einsatz. Zudem hat sie in der Vergangenheit die Moderation für das SWR1 Gipfelradio und SWR1 lacht (später bekannt als Baden-Württemberg macht Spaß) übernommen. Im Rahmen von WM- und EM-Programmaktionen moderierte Anhalt gemeinsam mit Petra Klein Formate mit Promikickern wie Guido Buchwald.
Stefanie Anhalt moderiert weiterhin die Heimattage Baden-Württemberg, das SWR Sommerfestival und die Jazzopen Stuttgart für das Programm SWR1 Baden-Württemberg. Außerdem war sie Web-Jurorin beim Tigerenten Club und moderierte den Landespresseball Baden-Württemberg. Im Tatort: Eine Frage des Gewissens trat sie als Radiomoderatorin auf. Neben ihrer Tätigkeit beim SWR arbeitet Stefanie Anhalt als freie Moderatorin und begleitet Podiumsdiskussionen sowie Gala-Abende von Unternehmen in Baden-Württemberg.
Anhalt arbeitet und wohnt mit ihrer Familie in Stuttgart.